# ニューヨーク金融市場
ニューヨーク金融市場（ニューヨークきんゆうしじょう）とは、ニューヨークのマンハッタン島の南端の一角すなわちウォール街を中心とした金融市場である。ロンドンや香港と並ぶ世界三大金融センターである。世界最大の証券取引所であるニューヨーク証券取引所やロンドンに次ぐ規模の外国為替市場がある。

## 概要
ここにはアメリカの超大銀行や一流の証券会社の本店が軒を並べ、そのほかに諸外国の大銀行や大手証券会社の支店、子会社を含め莫大な数の金融関係企業が集中している。
ニューヨークはまずアメリカ自体の金融センターであり、アメリカ中の資金需給が最終的にここに集まり、翌日ものというごく短期の金融から10年、20年という長期金融や債券発行まで、あらゆる種類の金融、資本取引が行われ、長短期にわたる各種の金利が形成されている。
同時にニューヨークは国際金融市場として、貿易金融を含む外国との間の長短期の貸借、外国からの預金、投資信託、債券、株式などへの投資、外国政府や企業による債券発行など、国際的な資本、資金の調達と運用が行われる場である。ニューヨーク金融市場がこのような国際的地位を高めてきたのは、第一次世界大戦後アメリカ経済がイギリスと並んで世界経済のなかで重要な地位を占め、とくにその通貨たるドルが、イギリスのポンドと並んで国際的な決済通貨ないし準備通貨として広く使用されるようになったからである。それ以来、伝統あるロンドン市場との間に国際金融の主導権争いが続いたが、1929年の株式市場の崩壊にはじまった世界大恐慌は、1933年の銀行恐慌をピークとしてニューヨーク金融街に大打撃を与え、その国際的地位も大きく影響を受けた。
第二次世界大戦後のアメリカ経済は世界経済において圧倒的な優位に立ち、ドルがポンドに代わって、実質的に唯一の国際通貨として国際金融に広く利用されるようになって、ニューヨークは名実ともに世界最大の国際金融市場としての地位を確保した。それには、ニューヨーク市場が規制の少ない自由で能率的な市場であり、かつ外国との間の資本の流出入が自由、外国銀行などの進出も自由に行われたこともおおいに貢献している。その後ヨーロッパや日本の高度成長でアメリカの圧倒的地位がやや変化してドル不安が起こり、一方ロンドンは、アメリカの国際収支の継続的な赤字を背景として発展したユーロダラー市場の中心地として、再びその地位を盛り返してきた。しかしそれにもかかわらずドルの国際通貨としての地位は大きくは変わらず、世界各国の主な公的・私的国際決済資金や準備資金は依然としてニューヨークにおかれ、またニューヨークを通じて長短期にかかわらず巨額の国際資金調達が行われている。したがって、ニューヨーク金融市場における金利や資金需給の状況、およびそれに関連して市場を通じて中央銀行としての金融政策を遂行するニューヨーク連邦準備銀行の動向は、アメリカ経済のみならず、世界各国の経済に大きな影響を与えている。